# Бейер, Дейв
Дейв Бейер (англ. David Allen Bayer) — американский математик и изобретатель. Известный своим вкладом в алгебру и символические вычисления, а также консультационной работой в киноиндустрии. Он профессор математики в колледже Барнард Колумбийского университета.

## Образование и карьера
Байер учился в Суортмор-колледже. В Гарвардском университете в 1982 году под руководством Хейсуке Хиронаки с диссертацией под названием «Алгоритм деления и схема Гильберта» получил степень доктора философии. Затем Байер учился в Колумбийском университете.
Байер является сыном Брайса Байера, изобретателя фильтра Байера.

## Взносы
Байер работал в различных алгебраических областях и символических вычислений, включая функции Гильберта, числа Бетти и линейное программирование. Вместе с другими выдающимися математиками, в частности Берндом Стармфилсом, Джеффри Лагариасом, Перси Диаконисом, Ирэной Пеевой и Дэвидом Айзенбудом, он написал ряд высокоцитированных работ в этих областях. Байер является одним из десяти человек, цитируемых в белой книге, опубликованной под псевдонимом Сатоси Накамото, описывающей технологическую основу биткойна. Цитируется как соавтор вместе со Стюартом Хабером и Скоттом Сторнеттом о статье об усовершенствовании системы для защиты от несанкционированных меток времени путем включения деревом Меркла.

## Консультация
Байер был консультантом по математике в фильме «Прекрасный ум», биографическом фильме о Джоне Нэше, а также сыграл эпизодическую роль одного из профессоров «Церемонии пера».